# Communauté de communes de l'Isle-Crémieu
La communauté de communes de l'Isle-Crémieu est une ancienne communauté de communes française, située dans le département de l'Isère et la région Rhône-Alpes.
Le 1er janvier 2008, les communautés de communes de l'Isle-Crémieu et des Balcons du Rhône fusionnent.
La Communauté de communes fusionne au 1er janvier 2017  avec la  Communauté de communes du Pays des Couleurs    pour créer la communauté de communes les Balcons du Dauphiné.

## Composition
La communauté de communes regroupe 21 communes :
| Nom                              | Code Insee | Gentilé          | Superficie (km2) | Population (dernière pop. légale) | Densité (hab./km2) |
| -------------------------------- | ---------- | ---------------- | ---------------- | --------------------------------- | ------------------ |
| Villemoirieu (siège)             | 38554      | Villemorantins   | 13,29            | 1 906 (2014)                      | 143                |
| Annoisin-Chatelans               | 38010      | Nuisantins       | 13,27            | 667 (2014)                        | 50                 |
| La Balme-les-Grottes             | 38026      | Balmolans        | 14,61            | 980 (2014)                        | 67                 |
| Chamagnieu                       | 38067      | Chamagnards      | 13,70            | 1 539 (2014)                      | 112                |
| Chozeau                          | 38109      | Chozoyards       | 8,20             | 1 059 (2014)                      | 129                |
| Crémieu                          | 38138      | Crémolans        | 6,14             | 3 328 (2014)                      | 542                |
| Dizimieu                         | 38146      | Dizimolans       | 9,74             | 808 (2014)                        | 83                 |
| Frontonas                        | 38176      | Fontonois        | 12,65            | 2 023 (2014)                      | 160                |
| Hières-sur-Amby                  | 38190      | Hiérois          | 8,73             | 1 237 (2014)                      | 142                |
| Leyrieu                          | 38210      | Leyriolands      | 6,39             | 790 (2014)                        | 124                |
| Moras                            | 38260      | Morassiens       | 8,32             | 506 (2014)                        | 61                 |
| Optevoz                          | 38282      | Optevoziens      | 12,00            | 814 (2014)                        | 68                 |
| Panossas                         | 38294      | Panossiens       | 7,99             | 706 (2014)                        | 88                 |
| Saint-Baudille-de-la-Tour        | 38365      | Saint-Baudillois | 21,76            | 789 (2014)                        | 36                 |
| Saint-Romain-de-Jalionas         | 38451      | Jalioromains     | 13,65            | 3 243 (2014)                      | 238                |
| Siccieu-Saint-Julien-et-Carisieu | 38488      | Sicciolands      | 14,22            | 606 (2014)                        | 43                 |
| Soleymieu                        | 38494      | Soleymiards      | 13,36            | 762 (2014)                        | 57                 |
| Tignieu-Jameyzieu                | 38507      | Tignolans        | 13,32            | 6 750 (2014)                      | 507                |
| Vernas                           | 38535      | Vernandiaux      | 5,87             | 253 (2014)                        | 43                 |
| Vertrieu                         | 38539      | Vertrolands      | 4,59             | 662 (2014)                        | 144                |
| Veyssilieu                       | 38542      | Veyssillards     | 6,49             | 310 (2014)                        | 48                 |

### Sources
- Le SPLAF